# イースト (ソフトウェア会社)
座標: 北緯35度36分7秒 東経139度44分8秒 / 北緯35.60194度 東経139.73556度
イースト株式会社（英: EAST Co., Ltd.）は、東京都渋谷区に本社を置き、1985年日本で最初のWindowsアプリケーション専業ソフトウェアベンダーとして設立された日本の企業である。現在は、日本語処理、外字処理、電子出版、EPUB/XML技術、Windowsサーバ技術をベースとして クラウド＋スマートデバイス(iPhone/iPad、Android、Windows)のソフトウェア開発を得意分野にしている。イーストという社名は「Far EAST」に由来し、日本語処理を意味している。

## 沿革
- 1985年5月 イースト株式会社を設立し、丸山雄三が社長に就任。 渋谷区神宮前、社員8名、資本金1000万円。
- 1986年 アスキーからの発注で、PC-9801 向け統合ソフトA1(エースワン)、MSX向けかな漢字変換VJE-80、ワープロ「The Word」を開発。
- 1987年 AX協議会に参加 多くのパソコンメーカーの技術者と交流。9800円のアシストワードを開発。
- 1988年Windows 2.0上で初の日本語ワープロ「TextWriter」開発、東大版PostScriptの開発に参加 ソースプログラムを書籍として販売。DTPソフトAldus PageMaker代理店。
- 1989年 Windowsプリンタードライバー開発で独占的な地位を占める。BTRONを使用した日本語ワープロ「Panaword 6000」を受託開発
- 1990年 Sharp X68000用のマルチメディア簡易編集ソフト「HyperUD」を開発。Windowsコンソーシアムの設立に参加。
- 1991年 Windows版カナ漢字変換「E1Win」を開発。Microsoft Windows 3.1 PDC(シアトル)に社員を派遣。
- 1992年 メインフレームDBとWindowsクライアントをつなぐ「SkyLink」を開発、販売。 中国・黒龍江大学>との合弁会社設立 黒龍江伊思特信息技術有限公司。Windows NTの開発で社員5名をシアトルに派遣。Windows版初の毛筆葉書ソフト「Mr.Postman」を開発。
- 1993年 GO社PenPointOS用アプリ「Numero!」(PenMagic社)の代理店
- 1994年 Windows DTP用 PostScriptプリンタードライバー「PS Print」を開発
- 1995年 Windows NT漢字処理技術協議会に参加 「KanjiLink XKP」として製品化
- 1996年 「ViewIng」、「ViewDic」辞書バンドルビジネスで多くのパソコンにOEM提供。カナダPivotal社とWindows CRMソフトの代理店契約を締結。渋谷区代々木2－22－8（現所在地）に移転。年賀状当選番号チェック大当たりサービス開始。
- 1997年 日本書籍出版協会の書籍Web検索「Books.or.jp」を開発、運営
- 1999年 人名外字シリーズ発売開始 家紋、ケータイ絵文字も販売。日本電子出版協会(JEPA)と共同で書籍交換XML「JepaX」を策定。マイクロソフト株式会社が出資。
- 2000年 官報XML化、12万ページを担当。XMLコンソーシアムの設立に参加(発起人、理事)
- 2001年 三省堂の辞書引きサービス「WebDictionary」を開発、運営。XML全文エンジン「BTONIC」開発、販売。
- 2002年 講談社、小学館と協力して「ニューグローブ世界音楽大事典Web」を開発、運営。Windowsデータセンター業務を本格的に開始「.NETデータセンター」。新聞ニュース編集システム「NewsBox」サービス開始。
- 2003年 電子書籍ビジネスコンソーシアムの設立に参加 事務局も担当。.NETビジネスフォーラムの設立に参加 事務局も担当。慶応義塾大学と提携し手書き文字フォント生成「おれん字」を開発、販売。
- 2004年 Adobe本社と提携し、PDFライブラリーの販売。WebサービスGIS「GeOAP」で東京ガスグループと提携。知財管理ツール「TL王」を慶応義塾大学と共同開発。
- 2005年 ソーシャルネットワーク＋ブログ「BizPal」サービス開始。
- 2006年 下川和男が代表取締役社長に就任。欧文印刷と提携しブログ製本・印刷「MyBooks.jp」開始。
- 2007年 中国無錫市に合弁会社Estina.cnを設立。オランダiRex社と電子ペーパー端末iLiadで業務提携。
- 2008年 辞書ソフト「デ辞蔵」iPhone版発売開始。電子新聞ソリューションで、マイクロソフト アワードを受賞。北海道新聞と電子新聞配信実験。
- 2009年 データベース検索/更新/開発ツール「SkyLink Ver.10」を発売。iPhoneアプリ「共同通信ニュース by 記事蔵」を発売。Longman英中・中英辞典をiPhone版、Android版世界同時発売。
- 2010年 IVS技術促進協議会に参加(理事)。電子書籍配信オープンプラットフォーム「書蔵」を発表。
- 2011年 総務省「EPUB日本語拡張仕様」を受託し、村田真、小林龍生氏らと、EPUBやブラウザの縦書き、ルビ、禁則、圏点などの推進。DataLogics社と提携し、EPUB/PDFビュアー「RMSDK」を販売。
- 2011年 EPUB3について、「一般的な日本語書籍をEPUB3で表現するための指針とひな形」（JBasic）を公開[1]。
- 2014年4月 佐賀県立高校新1年生7000名のタブレットに辞書アプリを提供
- 2015年11月 総務省が後援する「縦書きWebデザインアワード」を開催
- 2016年6月 熊野哲也が代表取締役社長に就任
- 2018年10月 次世代Webブラウザのテキストレイアウトに関する検討会「縦書きWeb」がグッドデザイン賞を受賞
- 2018年10月 専門書小部数出版「アスパラブックス」
  - 2019年11月 長尾真『楽天知命 ――気楽なよしなしごと――』、2020年6月 長尾真『心の時代と神道』を刊行
- 2020年4月　「良書を絶版がない世界へ」をテーマに「電子復刻」事業を開始
  - 大空社出版「明治 雑誌・新聞 資料集 150巻」、研究社「英語青年100巻」、法政大学出版局「ものと人間の文化史 118巻」、龍渓書舎「東京パック 13巻」、「時事新報 116冊」、「黒龍 6巻」、「明治後期産業発達史資料 865巻」、南雲堂「南雲堂不死鳥選書 30巻」、「作家研究叢書 30巻」、春陽堂「明治大正文学全集 60巻」、谷根千工房「地域雑誌『谷中・根津・千駄木』94巻　谷根千別冊17巻」、音楽之友社「音楽研究書・解説書・ON BOOKSなど 194巻」などをデジタルで復刊
- 2020年12月　「技術雑誌 電子復刻」事業を開始
  - 共立出版「コンピュータ・サイエンス誌『bit』386巻」、UPU「AIジャーナル 12巻」を復刊

## 主な製品・サービス
- SkyLink - DB連携、クライアントツール
- KanjiLink XKP - ユニコード外字ソリューション
- 外字フォントパッケージ
- デ辞蔵 - クラウド＋スマートデバイス連携型、辞書検索システム
- 記事蔵 - クラウド＋スマートデバイス連携型、ニュース記事配信システム
- EPUB(電子出版)ソリューション
- PDFライブラリ - Adobe PDF純正ライブラリ
- クラウド＋スマートデバイスソリューション
- 良書を絶版がない世界へ「電子復刻」

## 主な参加団体
- 日本電子出版協会 （副会長）
- Wipse Windows＋Servicesコンソーシアム （事務局長）
- ICT CONNECT 21
- WDLC Windows Digital Lifestyle Consortium
- IDPF International Digital Publishing Forum
- マイクロソフト認定ゴールドパートナー
- Oracle Partner Network Member Partner